# Igor Julio dos Santos de Paulo
Igor Julio dos Santos de Paulo (Bom Sucesso, 7 februari 1998) - alias Igor - is een Braziliaans voetballer die doorgaans als centrale verdediger speelt. Hij verruilde Fiorentina in juli 2023 voor Brighton & Hove Albion.

## Clubcarrière
Igor speelde in de jeugd van achtereenvolgens Atlético Mineiro, Sind-Ufla, Portuguesa en Red Bull Brasil. Hij maakte in de zomer van 2016 de overstap naar FC Liefering, een zusterclub van Red Bull Salzburg. Hiermee ging hij in de 2. Liga van Oostenrijk spelen. Zijn eerste wedstrijd was tegen SV Horn. Eind 2017 sloot hij aan bij de selectie van Red Bull Salzburg. Igor maakte op 28 mei 2017 zijn debuut in de Oostenrijkse Bundesliga, tegen SC Rheindorf Altach. Hij speelde de volledige wedstrijd en won met 1–0. Toen een doorbraak uitbleef, verhuurde Salzburg Igor in januari 2018 voor een halfjaar aan Wolfsberger AC en in juli 2018 voor een jaar aan Austria Wien. Bij beide clubs fungeerde hij wel als basisspeler.
Red Bull Salzurg liet Igor in juli 2019 definitief vertrekken en verkocht hem aan SPAL. Hij speelde in zijn eerste halfjaar zeventien wedstrijden in de Serie A, waarvan vijftien vanaf het begin. Fiorentina raakte geïnteresseerd en huurde hem in juli 2020 voor anderhalf seizoen, om hem daarna definitief over te nemen. Igor werd bij Fiorentina nooit een vaste basiskracht, maar speelde wel ieder jaar vaker. Hij bereikte in 2022/23 zowel de finale van de Coppa Italia als die van de Conference League met de Italiaanse club.
Igor tekende in juli 2023 voor vier jaar bij Brighton & Hove Albion, de nummer zes van de Premier League in het voorgaande seizoen. Dat betaalde  naar verluidt 17 miljoen euro voor hem aan Fiorentina.

## Clubstatistieken
| Seizoen | Club                   | Competitie     | Competitie | Competitie | Beker | Beker | Internationaal | Internationaal | Totaal | Totaal |
| Seizoen | Club                   | Competitie     | Wed.       | Dlp.       | Wed.  | Dlp.  | Wed.           | Dlp.           | Wed.   | Dlp.   |
| ------- | ---------------------- | -------------- | ---------- | ---------- | ----- | ----- | -------------- | -------------- | ------ | ------ |
| 2016/17 | FC Liefering           | 2. Liga        | 25         | 0          | —     | —     | —              | —              | 25     | 0      |
| 2016/17 | Red Bull Salzburg      | Bundesliga     | 1          | 0          | 0     | 0     | —              | —              | 1      | 0      |
| 2017/18 | FC Liefering           | 2. Liga        | 11         | 0          | —     | —     | —              | —              | 11     | 0      |
| 2017/18 | Red Bull Salzburg      | Bundesliga     | 1          | 0          | 2     | 0     | —              | —              | 3      | 0      |
| 2017/18 | → Wolfsberger AC       | Bundesliga     | 15         | 0          | 0     | 0     | —              | —              | 15     | 0      |
| 2018/19 | Austria Wien           | Bundesliga     | 27         | 0          | 3     | 0     | —              | —              | 30     | 0      |
| 2019/20 | SPAL                   | Serie A        | 17         | 0          | 3     | 1     | —              | —              | 20     | 1      |
| 2019/20 | → Fiorentina           | Serie A        | 9          | 0          | 0     | 0     | —              | —              | 9      | 0      |
| 2020/21 | → Fiorentina           | Serie A        | 21         | 0          | 3     | 0     | —              | —              | 24     | 0      |
| 2021/22 | Fiorentina             | Serie A        | 30         | 0          | 5     | 0     | —              | —              | 35     | 0      |
| 2022/23 | Fiorentina             | Serie A        | 27         | 0          | 3     | 0     | 12             | 0              | 42     | 0      |
| 2023/24 | Brighton & Hove Albion | Premier League | 24         | 0          | 3     | 0     | 6              | 0              | 33     | 0      |
| 2024/25 | Brighton & Hove Albion | Premier League | 12         | 0          | 3     | 0     | —              | —              | 15     | 0      |
| Totaal  | Totaal                 | Totaal         | 220        | 0          | 25    | 1     | 18             | 0              | 263    | 1      |

Bijgewerkt op 8 januari 2025
1 Verbruggen ·
2 Lamptey ·
3 Igor ·
4 Webster ·
5 Dunk  ·
6 Milner ·
7 March ·
8 Gruda ·
9 João Pedro ·
11 Adingra ·
14 Rutter ·
17 Minteh ·
18 Welbeck ·
20 Baleba ·
22 Mitoma ·
23 Steele ·
24 Kadıoğlu ·
25 Gómez ·
26 Ayari ·
27 Wieffer ·
29 Van Hecke ·
30 Estupiñán ·
33 O'Riley ·
34 Veltman ·
39 Rushworth ·
41 Hinshelwood ·
Coach: Hürzeler